# Associazione Sportiva Calciosmania 2005-2006
Questa voce raccoglie le informazioni riguardanti l'Associazione Sportiva Calciosmania nelle competizioni ufficiali della stagione 2005-2006.

## Stagione
Nella stagione 2005-2006 l'A.S. Calciosmania ha disputato da neopromossa la sua prima stagione in Serie B, la terza serie del campionato di calcio femminile italiano. Ha preso parte al Girone F, composto da 11 squadre. Il Calciosmania ha osservato il turno di riposo alla prima giornata sia del girone di andata sia del girone di ritorno. Al termine del campionato si è classificato al sesto posto con 27 punti conquistati, frutto di 9 vittorie e 11 sconfitte, distanziando di 8 punti la zona retrocessione. Nella Coppa Italia di Serie B si è fermato alla fase a gironi: nonostante le due vittorie sull'Atletic Montaquila e sulla Sport Napoli, la sconfitta con la Salernitana alla prima giornata è risultata decisiva.

## Rosa
| N. |                   | Ruolo | Calciatrice             |
| -- | ----------------- | ----- | ----------------------- |
|    | Italia (bandiera) | P     | Viviana Marroccoli      |
|    | Italia (bandiera) | P     | Loredana Ortega De Luna |
|    | Italia (bandiera) | D     | Giuseppina Capuozzo     |
|    | Italia (bandiera) | D     | Barbara Cerrone         |
|    | Italia (bandiera) | D     | Ornella Gennaro         |
|    | Italia (bandiera) | D     | Marianna Nacar          |
|    | Italia (bandiera) | D     | Arianna Pastore         |
|    | Italia (bandiera) | D     | Reliana Ricci           |
|    | Italia (bandiera) | C     | Valentina Nacar         |

| N. |                    | Ruolo | Calciatrice                  |
| -- | ------------------ | ----- | ---------------------------- |
|    | Italia (bandiera)  | C     | Adriana Acciarino            |
|    | Italia (bandiera)  | C     | Daniela Barra                |
|    | Italia (bandiera)  | C     | Anna De Falco                |
|    | Islanda (bandiera) | C     | Embla Sigríður Grétarsdóttir |
|    | Italia (bandiera)  | C     | Francesca Marziani           |
|    | Italia (bandiera)  | A     | Rosaria Mallardo             |
|    | Italia (bandiera)  | A     | Valentina Maione             |
|    | Italia (bandiera)  | A     | Marilena Ventriglia          |
|    | Italia (bandiera)  | A     | Valeria Pirone               |

## Risultati

### Serie B

#### Girone di andata
| Torregrotta 16 ottobre 2005 2ª giornata                 | Torregrotta | 2 – 0 | Calciosmania |  |
| \| \| \| \| \| Leone 55’ Furnari 72’ \| Marcatori \| \| |             |       |              |  |
|                                                         |             |       |              |  |
| Leone 55’ Furnari 72’                                   | Marcatori   |       |              |  |

| Pozzuoli 23 ottobre 2005 3ª giornata                                    | Calciosmania | 2 – 1         | Unione delle Valli |  |
| \| \| \| \| \| Marziani 60’ Pirone 69’ \| Marcatori \| 81’ Scarpelli \| |              |               |                    |  |
|                                                                         |              |               |                    |  |
| Marziani 60’ Pirone 69’                                                 | Marcatori    | 81’ Scarpelli |                    |  |

| Salerno 6 novembre 2005 4ª giornata                                     | Salernitana | 3 – 0 | Calciosmania |  |
| \| \| \| \| \| De Santis 20’ Alessio 60’ Bisogno 73’ \| Marcatori \| \| |             |       |              |  |
|                                                                         |             |       |              |  |
| De Santis 20’ Alessio 60’ Bisogno 73’                                   | Marcatori   |       |              |  |

| Pozzuoli 13 novembre 2005 5ª giornata              | Calciosmania | 0 – 1            | Pro Reggina 97 |  |
| \| \| \| \| \| \| Marcatori \| 31’ (aut.) Cuomo \| |              |                  |                |  |
|                                                    |              |                  |                |  |
|                                                    | Marcatori    | 31’ (aut.) Cuomo |                |  |

| Napoli 6 novembre 2005 6ª giornata                | Sport Napoli | 1 – 0 | Calciosmania |  |
| \| \| \| \| \| Bevo 40’ (rig.) \| Marcatori \| \| |              |       |              |  |
|                                                   |              |       |              |  |
| Bevo 40’ (rig.)                                   | Marcatori    |       |              |  |

| Pozzuoli 27 novembre 2005 7ª giornata                                           | Calciosmania | 1 – 2                     | Roma |  |
| \| \| \| \| \| Marziani 25’ (rig.) \| Marcatori \| 55’ Bischi 90+1’ D'antoni \| |              |                           |      |  |
|                                                                                 |              |                           |      |  |
| Marziani 25’ (rig.)                                                             | Marcatori    | 55’ Bischi 90+1’ D'antoni |      |  |

| Marsala 4 dicembre 2005 8ª giornata                            | Marsala   | 0 – 3                        | Calciosmania |  |
| \| \| \| \| \| \| Marcatori \| 20’ De Falco 39’, 77’ Pirone \| |           |                              |              |  |
|                                                                |           |                              |              |  |
|                                                                | Marcatori | 20’ De Falco 39’, 77’ Pirone |              |  |

| Pozzuoli 11 dicembre 2005 9ª giornata                                            | Calciosmania | 1 – 4                              | Cosenza |  |
| \| \| \| \| \| Capuzzo 51’ \| Marcatori \| 20’, 53’ C. Aloe 23’, 35’ Bruzzese \| |              |                                    |         |  |
|                                                                                  |              |                                    |         |  |
| Capuzzo 51’                                                                      | Marcatori    | 20’, 53’ C. Aloe 23’, 35’ Bruzzese |         |  |

| Guidonia 18 dicembre 2005 10ª giornata                        | Guidonia  | 0 – 3                       | Calciosmania |  |
| \| \| \| \| \| \| Marcatori \| 4’, 85’ Pirone 66’ De Falco \| |           |                             |              |  |
|                                                               |           |                             |              |  |
|                                                               | Marcatori | 4’, 85’ Pirone 66’ De Falco |              |  |

| Pozzuoli 29 gennaio 2006 11ª giornata                                                                            | Calciosmania | 5 – 2                     | Corigliano |  |
| \| \| \| \| \| Cuomo 46’ Marziani 52’ Barra 60’ De Falco 73’, 90+2’ \| Marcatori \| 21’ Bernardo 80’ Gargiulo \| |              |                           |            |  |
| |              |                           |            |  |
| Cuomo 46’ Marziani 52’ Barra 60’ De Falco 73’, 90+2’                                                             | Marcatori    | 21’ Bernardo 80’ Gargiulo |            |  |

#### Girone di ritorno
| Pozzuoli 12 febbraio 2006 13ª giornata                                          | Calciosmania | 1 – 3                            | Torregrotta |  |
| \| \| \| \| \| De Falco 88’ \| Marcatori \| 43’ Leone 72’ Furnari 80’ Grillo \| |              |                                  |             |  |
|                                                                                 |              |                                  |             |  |
| De Falco 88’                                                                    | Marcatori    | 43’ Leone 72’ Furnari 80’ Grillo |             |  |

| Fagnano Castello 19 febbraio 2006 14ª giornata                                                                             | Unione delle Valli | 3 – 5                                         | Calciosmania |  |
| \| \| \| \| \| Ferraro 24’ D'Adamo 33’ Fragola 85’ (rig.) \| Marcatori \| 19’, 72’, 89’ Pirone 40’, 81’ (rig.) Mallardo \| |                    |                                               |              |  |
| |                    |                                               |              |  |
| Ferraro 24’ D'Adamo 33’ Fragola 85’ (rig.)                                                                                 | Marcatori          | 19’, 72’, 89’ Pirone 40’, 81’ (rig.) Mallardo |              |  |

| Pozzuoli 5 marzo 2006 15ª giornata           | Calciosmania | 1 – 0 | Salernitana |  |
| \| \| \| \| \| Pirone 61’ \| Marcatori \| \| |              |       |             |  |
|                                              |              |       |             |  |
| Pirone 61’                                   | Marcatori    |       |             |  |

| Gallico 19 marzo 2006 16ª giornata                                         | Pro Reggina 97 | 2 – 1               | Calciosmania |  |
| \| \| \| \| \| Romeo 15’ Casile 25’ \| Marcatori \| 45’ Rea Della Volpe \| |                |                     |              |  |
|                                                                            |                |                     |              |  |
| Romeo 15’ Casile 25’                                                       | Marcatori      | 45’ Rea Della Volpe |              |  |

| Pozzuoli 2 aprile 2006 17ª giornata             | Calciosmania | 0 – 1         | Sport Napoli |  |
| \| \| \| \| \| \| Marcatori \| 60’ Mauriello \| |              |               |              |  |
|                                                 |              |               |              |  |
|                                                 | Marcatori    | 60’ Mauriello |              |  |

| Roma 9 aprile 2006 18ª giornata                              | Roma      | 3 – 0 | Calciosmania |  |
| \| \| \| \| \| Bischi 20’, 61’ Venuto 35’ \| Marcatori \| \| |           |       |              |  |
|                                                              |           |       |              |  |
| Bischi 20’, 61’ Venuto 35’                                   | Marcatori |       |              |  |

| Pozzuoli 30 aprile 2006 19ª giornata                                                                               | Calciosmania | 5 – 3                     | Marsala |  |
| \| \| \| \| \| Barra 3’ Pirone 10’, 22’ Grétarsdóttir 53’ (rig.), 65’ \| Marcatori \| 35’, 68’ Russo 90’ D'Aleo \| |              |                           |         |  |
| |              |                           |         |  |
| Barra 3’ Pirone 10’, 22’ Grétarsdóttir 53’ (rig.), 65’                                                             | Marcatori    | 35’, 68’ Russo 90’ D'Aleo |         |  |

| Rende 7 maggio 2006 20ª giornata                                  | Cosenza   | 3 – 0 | Calciosmania |  |
| \| \| \| \| \| C. Aloe 31’, 83’ Gencarelli 75’ \| Marcatori \| \| |           |       |              |  |
|                                                                   |           |       |              |  |
| C. Aloe 31’, 83’ Gencarelli 75’                                   | Marcatori |       |              |  |

| Pozzuoli 14 maggio 2006 21ª giornata                                  | Calciosmania | 3 – 1           | Guidonia |  |
| \| \| \| \| \| Pirone 2’, 61’, 72’ \| Marcatori \| 90+3’ Salinetti \| |              |                 |          |  |
|                                                                       |              |                 |          |  |
| Pirone 2’, 61’, 72’                                                   | Marcatori    | 90+3’ Salinetti |          |  |

| Corigliano Calabro 21 maggio 2006 22ª giornata | Corigliano | 0 – 1      | Calciosmania |  |
| \| \| \| \| \| \| Marcatori \| 21’ Maione \|   |            |            |              |  |
|                                                |            |            |              |  |
|                                                | Marcatori  | 21’ Maione |              |  |

### Coppa Italia Serie B

#### Fase a gironi
Girone 16
| Pozzuoli 4 settembre 2005 1ª giornata                     | Calciosmania | 0 – 2                   | Salernitana |  |
| \| \| \| \| \| \| Marcatori \| 10’, 40’ (rig.) Bisogno \| |              |                         |             |  |
|                                                           |              |                         |             |  |
|                                                           | Marcatori    | 10’, 40’ (rig.) Bisogno |             |  |

| Isernia 11 settembre 2005 2ª giornata | Atletic Montaquila | 1 – 4 | Calciosmania |  |

| Pozzuoli 18 settembre 2005 3ª giornata | Calciosmania | 3 – 0 a tav. | Sport Napoli |  |

## Statistiche di squadra
| Competizione         | Punti | In casa | In casa | In casa | In casa | In casa | In casa | In trasferta | In trasferta | In trasferta | In trasferta | In trasferta | In trasferta | Totale | Totale | Totale | Totale | Totale | Totale | DR |
| Competizione         | Punti | G       | V       | N       | P       | Gf      | Gs      | G            | V            | N            | P            | Gf           | Gs           | G      | V      | N      | P      | Gf     | Gs     | DR |
| -------------------- | ----- | ------- | ------- | ------- | ------- | ------- | ------- | ------------ | ------------ | ------------ | ------------ | ------------ | ------------ | ------ | ------ | ------ | ------ | ------ | ------ | -- |
| Serie B              | 27    | 10      | 5       | 0       | 5       | 18      | 18      | 10           | 4            | 0            | 6            | 14           | 17           | 20     | 9      | 0      | 11     | 32     | 35     | -3 |
| Coppa Italia Serie B | -     | 2       | 1       | 0       | 1       | 1       | 2       | 1            | 1            | 0            | 0            | 4            | 1            | 3      | 2      | 0      | 1      | 5      | 3      | +2 |
| Totale               | -     | 12      | 6       | 0       | 1       | 19      | 20      | 11           | 5            | 0            | 6            | 18           | 18           | 23     | 11     | 0      | 12     | 37     | 38     | -1 |